# Helena (Oklahoma)
Helena és una població dels Estats Units a l'estat d'Oklahoma. Segons el cens del 2000 tenia 443 habitants.

## Demografia
Segons el cens del 2000, Helena tenia 443 habitants, 177 habitatges, i 120 famílies. La densitat de població era de 462,3 habitants per km².
Dels 177 habitatges en un 31,6% hi vivien nens de menys de 18 anys, en un 57,1% hi vivien parelles casades, en un 7,3% dones solteres, i en un 32,2% no eren unitats familiars. En el 29,4% dels habitatges hi vivien persones soles el 14,7% de les quals corresponia a persones de 65 anys o més que vivien soles. El nombre mitjà de persones vivint en cada habitatge era de 2,36 i el nombre mitjà de persones que vivien en cada família era de 2,9.
Per edats la població es repartia de la següent manera: un 24,8% tenia menys de 18 anys, un 7,2% entre 18 i 24, un 21,2% entre 25 i 44, un 23,7% de 45 a 60 i un 23% 65 anys o més.
L'edat mediana era de 42 anys. Per cada 100 dones de 18 o més anys hi havia 79 homes.
La renda mediana per habitatge era de 31.705 $ i la renda mediana per família de 36.528 $. Els homes tenien una renda mediana de 26.563 $ mentre que les dones 18.839 $. La renda per capita de la població era de 14.985 $. Entorn del 9,9% de les famílies i el 8,6% de la població estaven per davall del llindar de pobresa.

## Poblacions més properes
El següent diagrama mostra les poblacions més properes.